# Wing Chun
Wing Chun Kung Fu (chineză tradițională: 詠春;chineză simplificată: 咏春; scris și Ving Tsun, Wing Tsun, Yong Chun) este o artă marțială care provine din China.

## Scurtă istorie a  stilului Wing Chun
Legende:
Wing Chun (Chineza) = 詠春 = Pinyin = fonetic: Yǒng chūn și care tradus înseamnă Primăvara Eternă sau Primavăra frumoasă, reprezintă prenumele fondatoarei acestui stil. Numele de familie al lui Wing Chun era Yim. Ea provenea dintr-o familie nu tocmai înstărită dar care reușea prin comerțul de brânză de soia să asigure existența întregii familii fără dificultăți. Acum aproximativ 400 de ani, familia Yim locuia în orașul Fat Shan, provincia Guangdong, din sudul Chinei. Micuța Wing Chun a fost botezată așa nu numai pentru a exprima bucuria familiei de nașterea ei, dar și pentru a marca dorința de revenire la puterea a dinastiei chineze Qing care fusese înfrântă de către dinastia non chineză Manchu care stăpânea Manchuria în Nordul Chinei. Conform credinței chineze, regenerarea sau renașterea avea loc întotdeauna primăvara, de aici și numele fetei care se voia o încurajare a restabilirii ordinii chinezești tradiționale.
Tranziția de putere între cele două dinastii a creat apariția unor grupuri locale care încercau să câștige influență și putere. În una din atacurile acestora, tatăl fetei = Yim Yee, a fost rănit și Wing Chun însăși, a fost rănită când a intervenit în luptă, cu toate că studiase Kung Fu în templul Shaolin de la vârsta de 7 ani cu una din călugărițele maestru de acolo și al cărui nume era Ng Mui. Nu numai că tatăl ei fusese învins, dar conducătorul grupului dorea să o ia de soție pe Yim Wing-chun. Tânăra Wing Chun a fost foarte dezamăgită de acesta și a căzut într-o stare de profundă meditație.
Într-o zi, în plimbările ei meditative,Yim Wing-chun a fost martora unei lupte între un Șarpe și un Cocor. Fascinată, a înțeles că găsise răspunsul la întrebările ei:
Efortul concentrat, combinat cu viteza maximă, poate înfringe un adversar, indiferent dacă forța sau puterea acestuia este superioară'
Ținând cont de lupta dintre cele două animale sălbatice, Yim Wing-chun a modificat și rafinat ceea ce deja invățase în Shaolin. Pentru a verifica eficiența acestor modificări, a provocat și combătut în lupta cu succes, pe banditul care îi atacase familia și încerca să o ia de soție.

## Genealogia stilului Wing Chun până la Yip Man
După o perioadă Yim Wing-chun s-a măritat cu Leung Bok-chau pe care l-a învățat acest stil. Acesta a denumit forma de luptă Wing Chun ca formă de respect petru soția lui și fondatoarea stilului. La rândul lui, Leung Bok-chau l-a învățat Wing Chun pe Leung Lan-kwai. Acesta l-a învățat pe Wong Wah-bo, care era membrul unei trupe de operă pe o juncă (corabie chinezească). Pe această corabie se mai aflau în același timp Leung Yee-tei și un călugăr Chi Shin care fugise din Siu Lam = Shaolin și care muncea deghizatîin bucătar pe această corabie. Acest călugar l-a învățat pe Leung Yee-tei tehnica prăjinei de lemn de 6 poli și jumătate. Leung Yee-tei era foarte apropiat de Wong Wah-bo și la rândul lui i-a arătat acestuia tehnica prăjinii, care la rândul lui l-a încorporat în Wing Chun. Wong Wah-bo l-a învățat mai departe pe Leung Jan, un doctor naturist din provincia Fat Shan. Acesta a progresat în Wing Chun Kung Fu, devenind unul dintre cei mai pricepuți maeștri ai timpului lui, combătând cu succes multi adversari. Leung Jan a devenit mai târziu profesorul lui. Chan Wah-shan a avut mai mulți elevi:
Ng Siu Lo, Ng Chung So, Chan Yu-min, Lui Yu-jai și unul dintre cei mai cunoscuți Yip Man. Am putea spune că Yip Man este cel care a introdus Wing Chun în secolul 20 și de ce nu, prin ai săi elevi, mai departe în secolul 21.

## Structura
Tehnicile stilului Wing Chun sunt organizate precum urmează:
- Trei forme cu mâna goală

| 小念頭 | Siu Lim Tao (小念頭; pinyin: xiǎo niàn tóu; Cantoneză Yale: síu nihm tàuh; "mica idee" sau "mica fantezie". Sau latinizat Siu Lim Tao, Sil Lum Tao.         | Prima și cea mai importantă forma în Wing Chun. Siu Lim Tao este fundația sau "sămânța" artei din care provin toate celelalte forme și tehnici următoare. Regulile și structurile fundamentale ale acestei arte sunt învățate în această fază. Folosind o comparație din industria automobilelor: în această fază se creează șasiul, pentru alte școli în aceasta fază se creează motorul. Unele școlii consideră poziția de luptă simetrică, ca poziția fundamentală de luptă, pe când alții o văd ca pe o poziție de antrenament folosită pentru a își perfecționa tehnicile. |  |
| 尋橋   | Chum Kiu (尋橋; pinyin: xún qiáo; Cantoneză Yale: cham4 kiu4; "Cautând Puntea". Alternativ "Puntea Cazatoare" pinyin: chen qiáo; Yale Cantonese: sám kìuh;) | A doua formă Chum Kiu se concentreză asupra mișcărilor coordonate ale corpului și asupra tehnicilor de penetrație a defensivei adversarului adică "crearea puntei peste vid" între practicant și oponent și avansarea cu succes către acesta pentru a îi distruge echilibrul și structura. În această fază se învață și se perfecționează atacurile de la mică distanță cu coturile și genunchii. Tot această formă ne arată metodele de recuperare a poziției optime de luptă, precum și a liniei centrale din structura formei Siu Nim Tao, în cazul în care aceasta a fost compromisă. Pentru unele școli greutatea corpului în momentul loviturii este foarte importantă, dacă provine din pivotare (rotație) sau avansare prin pas înainte (translație). De asemenea, pentru unele școli, această formă reprezintă motorul mașinii. Pentru școlile care folosesc interpretarea "podului căzător", în această formă se pune mare accent pe "înrădăcinare" adăugând o mișcare multi-dimensională și în spirală la motorul deja în plină evoluție. |  |
| 鏢指   | Biu Gee (鏢指; pinyin: biāo zhǐ; Cantoneză Yale: bìu jí; "degetele penetrante")                                                                             | A treia formă, Biu Gee, este compusă din tehnici la distanțe extrem de mici și la distanțe extrem de mari, lovituri cu piciorul și seceri, și "tehnici de urgență" opentru a contra ataca când structura și linia centrala a fost serios compromisă și de asemeni când practicantul a fost rănit foarte serios.În Chum Kiu se dezvoltă mai multă forță prin pivotarea corpului și prin pașirea înainte, fiind necesară o mai mare mobilitate a trenului superior dar implicând mai multă libertate de mișcare. Astfel de mișcări sânt acompaniate de lovituri la distanță mică cu coatele și lovituri cu degetele în gâtul adversarului.Pentru anumite școli aceste lovituri reprezintă turbo-șargerul mașinii. Pentru alte școli însă poate fi privită ca o trusă de urgență care niciodată nu ar trebui sa fie folosită pentru a recupera "motorul" când acesta a fost pierdut.Totuși alte școli consideră această formă ca fiind "mortală" iar tehnicile ca fiind producatoare imediate de răni și din acest motiv nu ar trebui utilizate decât în ultima instanță. O zicală wing chun spune că "Biu Jee nu pleacă nicăieri." Unii interpretează aceasta spunând că aceasta formă ar trebuii ținută secret, alții o interpretează spunând că nu ar trebui să fie folosită dacă există o altă alternativă. |  |

- Manechinul de Lemn

| 木人樁 | Muk Yan Jong (木人樁; pinyin: mùrénzhuāng; Cantoneză Yale: muhk yàhn jòng; "manechinul de lemn") | Forma Muk Yan Jong este practicată pe un "manechin de lemn", un stâlp gros de lemn cu trei brațe și un picior montate pe un cadru cu amortizoare și reprezentând un oponent uman. Deși acesta este o reprezentare a unui oponent uman, ea nu reprezintă întruchiparea unui inamic fizic, dar mai degrabă a unuia energetic. Practica pe Manechinul de Lemn țintește către rafinarea ințelegerii practicantului a unghiurilor, pozițiilor, și a pașilor precum și a tehnicii de dezvoltare maximă a forței corporale. În această fază are loc înțelegerea completă a formelor precedente și aplicația acestora ca un tot indestructibil. |  |

- Două forme cu arme

| 八斬刀   | De asemenea cunoscut ca Yee Jee Seung Do ("Cuțitele duble cu forma paralelă") și Baat Jaam Do (Cuțitele cu opt tranșe"). | O formă care implică utilizarea unei perechi de cuțite mari" Cuțitele fluture", ceva mai mici decât cele două săbii (Dao). Din punct de vedere istoric cuțitele mai erau cunoscute ca Dit Ming Do ("Viață-Cuțite ce iau"). |  |
| 六點半桿 | Luk Dim Boon Kwun,sau "Bastonul celor 6 puncte si jumatate".                                                             | "Prăjina Lunga" - o prăjină lungă de lemn cu o dimensiune undeva între 8 și 13 picioare (unitate) lungime. Denumită de altfel și "Prăjina Dragon" de unele școli. Pentru unele școli utilizarea "Prăjina de Șase Picioare și jumătate", este folosită de asemeni și în lupta așa-zisă neânarmată prin utilizarea următoarelor 7 principii ale formei Luk Dim Boon Kwun (Tai-înrădăcinare, lan-expansiune, dim-șoc, kit-deviere, got-întrerupere, wan-încercuire, lau-fluiditate). Numele de prăjină de șase picioare și jumătate provine de la aceste 7 principii, la care se adaugă un ultim principiu: Lau, sau Fluiditatea în jumătăți de măsură. |  |

## Wing Chun în România
În România, stilul wing chun a început să fie practicat la începutul anilor 1980 în Târgu Mureș. Există cel puțin un grup de practicanți în București.
În mod sigur nu era un wing chun „pur”, ci amestecat cu diverse alte elemente de luptă. Prima persoană recunoscută să fi predat semi-public a fost Bozsik Mihály. Acesta era student la facultatea de medicină din Târgu Mureș și a format un prim grup de practicanți. L-a terminarea facultății (1983-1984) și plecarea acestuia din țară, grupul s-a destrămat, rămânând totuși practicanți independenți. Situația a stagnat până la revoluție, după 1990, odată cu explozia informațională, apărând mai multe grupuri de practicanți. Este de remarcat că majoritatea acestor grupuri studiau după cărți și videocasete, practic contactul cu un maestru autentic fiind inexistent. Prin urmare și stilul practicat era un hibrid între ceea ce se deducea din materialul informativ respectiv și experiența personală (eventual în alte stiluri) a instructorului. 
În această perioadă se remarcă activitatea grupării din Iași (condusă de Narciz Tasca), București (Dan Stanciu), Reghin (Iosif Barabas, unul din puținii elevi ai maestrului Bozsik).
În 1996 apar primele cluburi de wing tsun (școala maestrului Leung Ting), deschise de instructori din Ungaria. Utilizând reclama agresivă, aceste cluburi se dezvoltă exploziv, în scurt timp apărând grupuri de practicanți în Oradea, Timișoara, Arad, Reșița, Cluj. 
În 1998 în România are loc vizita maestrului Leung Ting, în Timișoara. Este primul maestru chinez care vizitează România. Tot în 1998 are loc și vizita maestrului Derek Vernon la Iași. Începând cu anul 2000 contactele cu maeștrii autentici se intensifică (Emin Boztepe, Klaus Brandt, și Maday Norbert în Timișoara, Donald Mak la Cluj). 
In 2001 s-a in fiintat Clubul Sportiv Wing Chun Baia Mare de catre membru fondator Elian Micu in calitate de presedinte, este o asociatie nonprofit, cu caracter social, stiintific, educativ si sportiv, scopul fiind de a organiza si desfasura activitati de initiere si dezvoltare la nivel national a artelor martiale prin practicarea Kung-Fu-ului.
Unul dintre românii recunoscuți ca expert este Adrian Tăuțan (Cluj). A dobândit această recunoaștere în urma mai multor călătorii în Hong Kong unde s-a antrenat direct cu maestrul Donald Mak.